# I. Vilmos orániai herceg
I. Vilmos orániai herceg vagy Nassaui Vilmos orániai herceg, A Hallgatag, (Dillenburg, 1533. április 24. – Delft, 1584. július 10.), Oránia hercege, a spanyolok ellen vívott németalföldi szabadságharc (1568–1648) egyik kiemelkedő vezetője.

## Származás, fiatalkor, nevelés

I. Vilmos címere

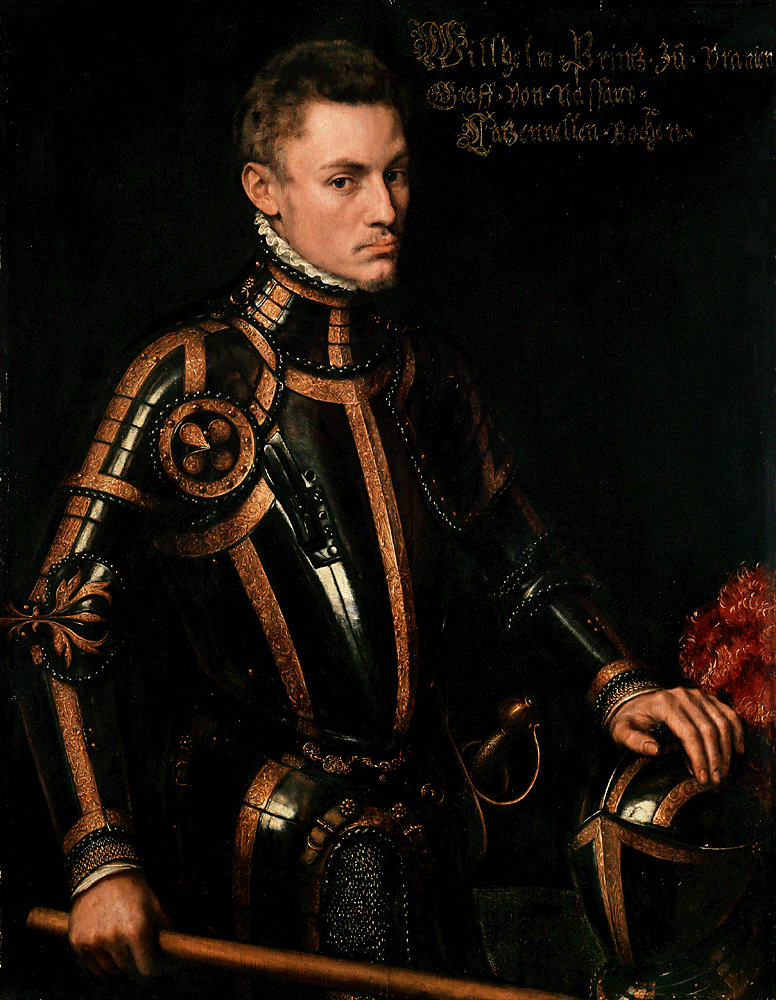
I. Vilmos. (1555); festette Antonis Mor

Vilmos 1533-ban született Dillenburgban, a Német-római Birodalomban, Vilmos nassaui gróf (1487–1559) és Juliana zu Stolberg grófnő (1506–1580) fiaként. Nagybátyja, René, Oránia hercege, 1544. július 18-án egy champagne-i hadjáratban elesett. Mivel nem volt férfiágon utóda, ezért unokaöccse, Nassau-Dillenburgi Vilmos örökölte tőle az Orániai Hercegséget. Vilmosból korán az egyik leggazdagabb holland nemes lett. A hercegség átvételének feltételét I. Károly spanyol király (V. Károly császár) szabta meg, miszerint szigorú katolikus nevelésben kell részesülnie az ifjúnak.
A király, hogy elfojtsa Vilmos lehetséges antikatolikus eszméit, Brüsszelbe, a császári udvarba hívatta Vilmost, ahol kiváltságosként kezelték. Az ő tulajdonában volt a bredai kastély, ami messze a határokon túl is híres volt.
1551-ben elvette feleségül Egmondi Annát, Maximilien von Egmond gróf lányát.

## Szerepe a nyolcvanéves háborúban
Károly fia II. Fülöp spanyol király 1559-ben a németalföldi államtanács tagjává, Holland, Zeeland , Utrecht és Franche-Comté tartományok helytartójává (stathouter) nevezte ki Vilmost. Ezzel egy időben nevezték ki Hollandia kormányzójává Margit pármai hercegnőt, a király féltestvérét. 1561-ben Vilmos házasságot kötött Annával, Móric szász választófejedelem lányával, aki egy protestáns Habsburg-ellenes családból származott. A házasság politikai megfontolásból jött létre, hogy biztosítsa a protestáns hercegség fennmaradását. 1566-ban került sor a Beeldenstorm-ra (magyarul: bálványrombolás), amikor Flandriában a protestánsok betörtek a templomokba és szentségeket törtek szét, rongáltak meg, jelezvén ezzel függetlenségi, elszakadási szándékukat az elnyomó katolikus spanyolok ellen. Ez tekinthető a háború első indító mozzanatának.
1567-ben II. Fülöp sereget indított, hogy leverje a mozgalmat, amelynek Vilmos is aktív tagja volt. A hadsereget a hírhedt Fernando Álvarez de Toledo y Pimentel vezette, Alba hercege, aki elől sikerült apósa a szász választófejedelem udvarába menekülnie, 13 éves fiát viszont Alba herceg elfogta és Spanyolországba küldette. Hollandiai birtokait a herceg a spanyol király nevében elkobozta, és árulónak kiáltotta ki.
1568-ban zsoldos hadserege élén Vilmos visszatért Brüsszelbe, hogy leszámoljon Alba hercegével. Vilmos nem tartotta magát árulónak, mivel úgy gondolta, a népnek joga van felkelni a király ellen, ha az nem tartja tiszteletben a kiváltságait.
Vilmos terve szerint három irányból támadta volna a spanyolokat: ő maga seregével észak felől, testvérei Németország felől, míg délről francia hugenották támadtak. Habár a rheindaleni csata során, amit Roermond település közelében vívtak 1568. április 23-án, már összecsaptak a spanyolok és a lázadók (előbbiek győzelmével), a felkelés igazi kezdetét a május 23-án vívott heiligerlee-i csata jelezte, amely a lázadók győzelmével ért véget. Ennek ellenére Vilmos hadjárata kudarccal végződött, szövetségeseit Alba hercege legyőzte, míg az ő hadserege egyszerűen feloszlott, amikor nem tudta kifizetni a katonák zsoldját.
Vilmos elmenekült, de mivel ő volt az egyetlen főnemes, aki továbbra is ellenállt Albának és a királynak, ezért hamarosan a lázadók vezére lett. Amikor 1572-ben ismét fellángoltak a harcok, udvarával visszatért Hollandiába, és Delft városában telepedett le, mivel ősei városát, Bredát a spanyolok tartották uralmuk alatt.

## Gyermekei
Első házassága
1551. július 9-én kötött házasságot Egmondi Annával (1533– 1558. március 24.), Maximilian von Egmond lányával.
- Maria (1553–1555).
- Fülöp Vilmos orániai herceg (1554. december 19. – 1618. február 8.), 1609-től Oránia hercege
- Mária orániai hercegnő (1556. február 7. – 1616. október 10.), 1595. február 17-én Fülöp Hohenlohe-Neunsteini gróffal kötött házasságot

Második házassága
1561. augusztus 24-én feleségül vette Anna szász hercegnőt (1544–1577), 1571-ben elváltak
- Anna (1562. október 31. – pár nappal később).
- Anna orániai hercegnő (1563–1588) – 1587-ben feleségül ment Vilmos Lajos Nassau-Dillenburgi grófhoz
- Moritz (*1564. december 8. – 1566. március).
- Móric orániai herceg (1567–1625), Hollandia kormányzója
- Emília orániai hercegnő (1569–1629) – 1597-ben házasságot kötött Don Manuel de Portugalhoz (1568–1638), Don António do Crato portugál trónkövetelő fiához.
- Diezi Krisztina, Diezi (1571. augusztus 22. –), Vilmos nem ismerte el saját leányának.

Harmadik házassága
1575. július 12-én feleségül vette Bourbon Saroltát (1546–1582), III. Louis de Bourbon-Montpensier herceg leányát.
- Lujza Julianna orániai hercegnő (1576–1644), aki IV. Frigyes pfalzi választófejedelem felesége lett.
- Erzsébet Flandrika orániai hercegnő (1577–1642), 1595-től Henri de La Tour d’Auvergne-nek, Bouillon hercegének második felesége, Henri de Turenne marsall édesanyja.
- Katalin Belgica orániai hercegnő (1578–1648).
- Sarolta Flandrina orániai hercegnő (1579–1640).
- Sarolta Brabantina orániai hercegnő (1580–1631).
- Emília Secunda Antwerpiana orániai hercegnő (1581–1657).

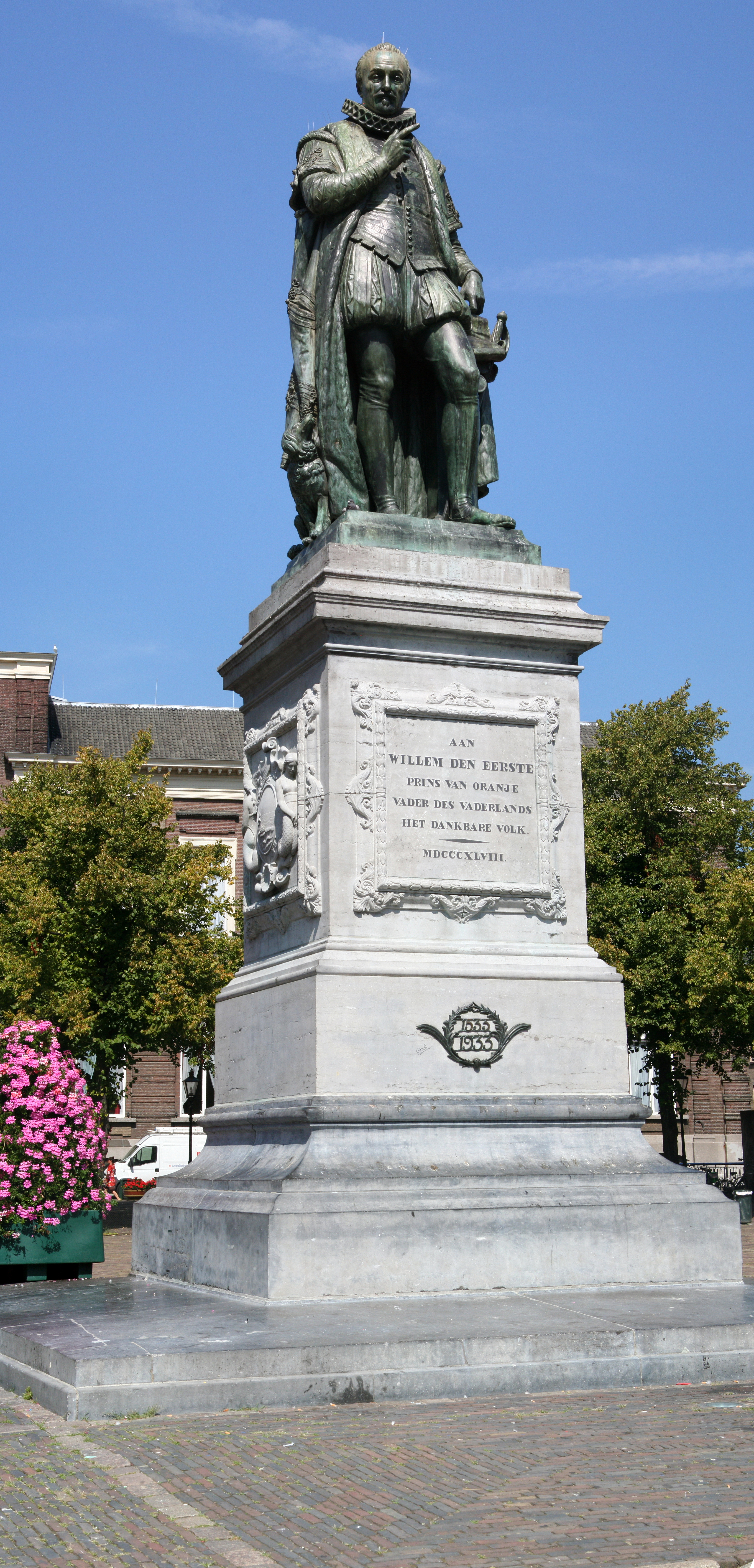
Orániai Vilmos szobra Hágában

Negyedik házassága
1583. április 12-én vette feleségül Coligny Lujzát (1555–1620).
- Frigyes Henrik orániai herceg (1584–1647), Hollandia helytartója

Házasságon kívüli viszonya
Eva Elinx és Vilmos kapcsolatából született:
- Nassaui Justinus (1559–1631)

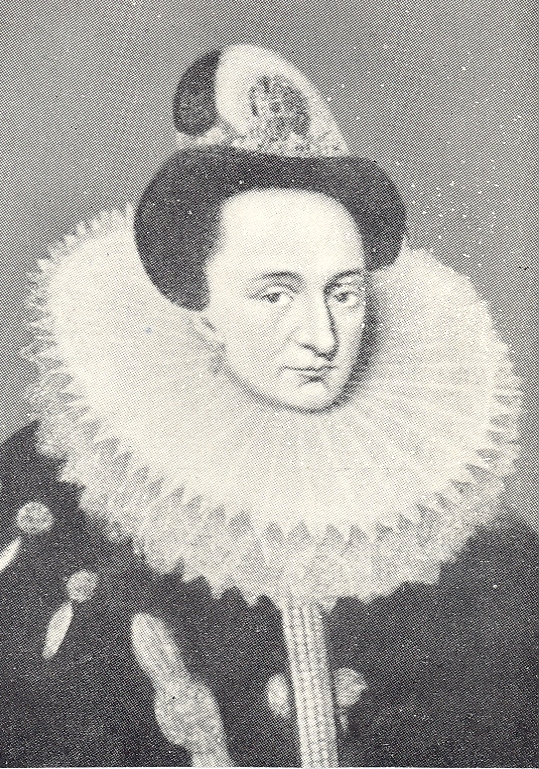
Maria, a későbbi Hohenlohe-Neuenstein grófnő
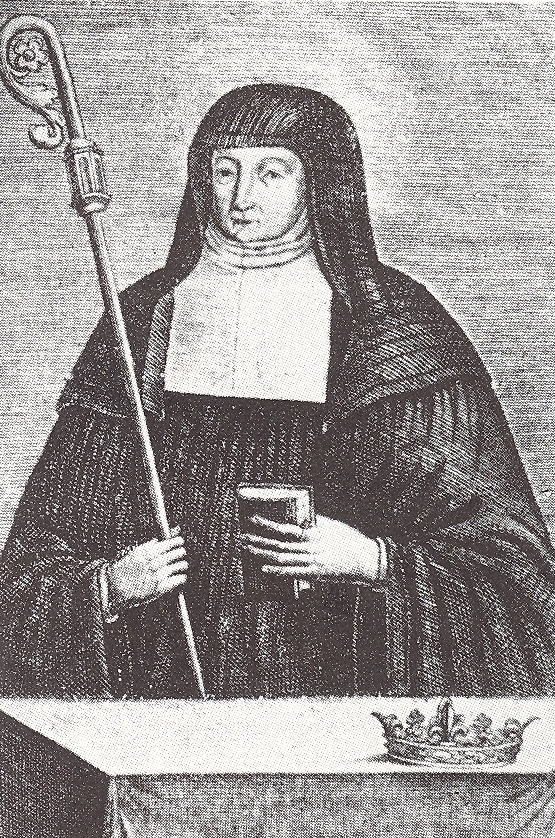
Sarolta Flandrina, „Nonne”
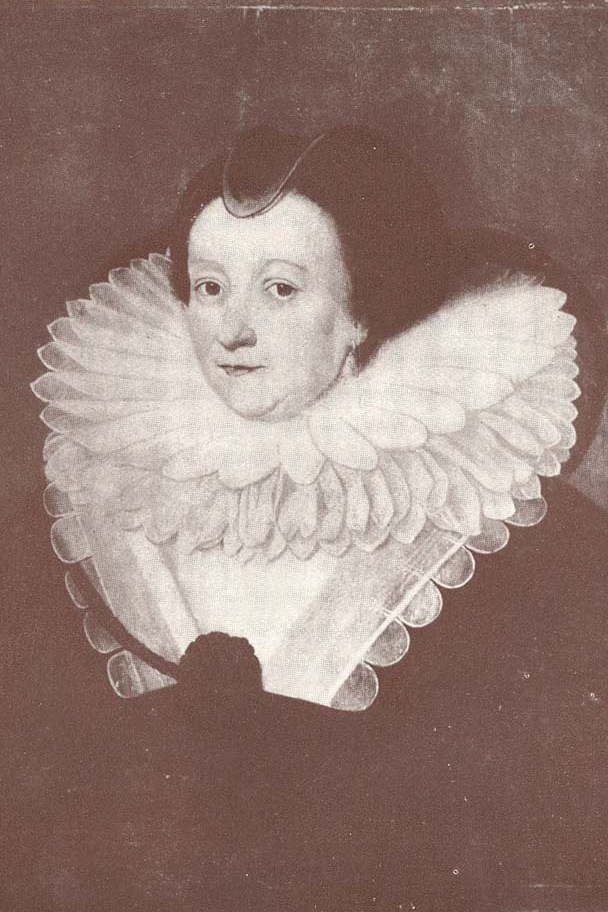
Sarolta Brabantina, a későbbi Thouars hercegnő
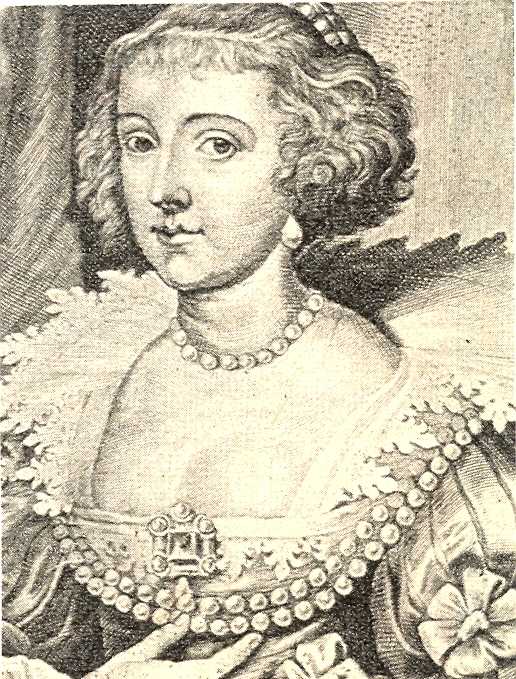
Emília Secunda Antwerpiana, a későbbi Pfalz-Zweibrücken-Landsbergi palotagrófnő

## Halála, emlékezete
II. Fülöp 1580-ban kiátkoztatta Orániai Vilmost, és 25 ezer arany vérdíjat tűzött ki a fejére. Néhány sikertelen merénylet után 1584. július 10-én, egy fanatikus katolikus, Balthasar Gérard orvul lelőtte Vilmost Delftben. Mint családjának többi tagját, a delfti Újtemplomban temették el.
Emlékét ma is szeretet és tisztelet övezi. Őt nevezik „Hollandia atyjának”. Szobrát Hága egyik legszebb terén állították fel, illetve a holland himnusz is róla szól.

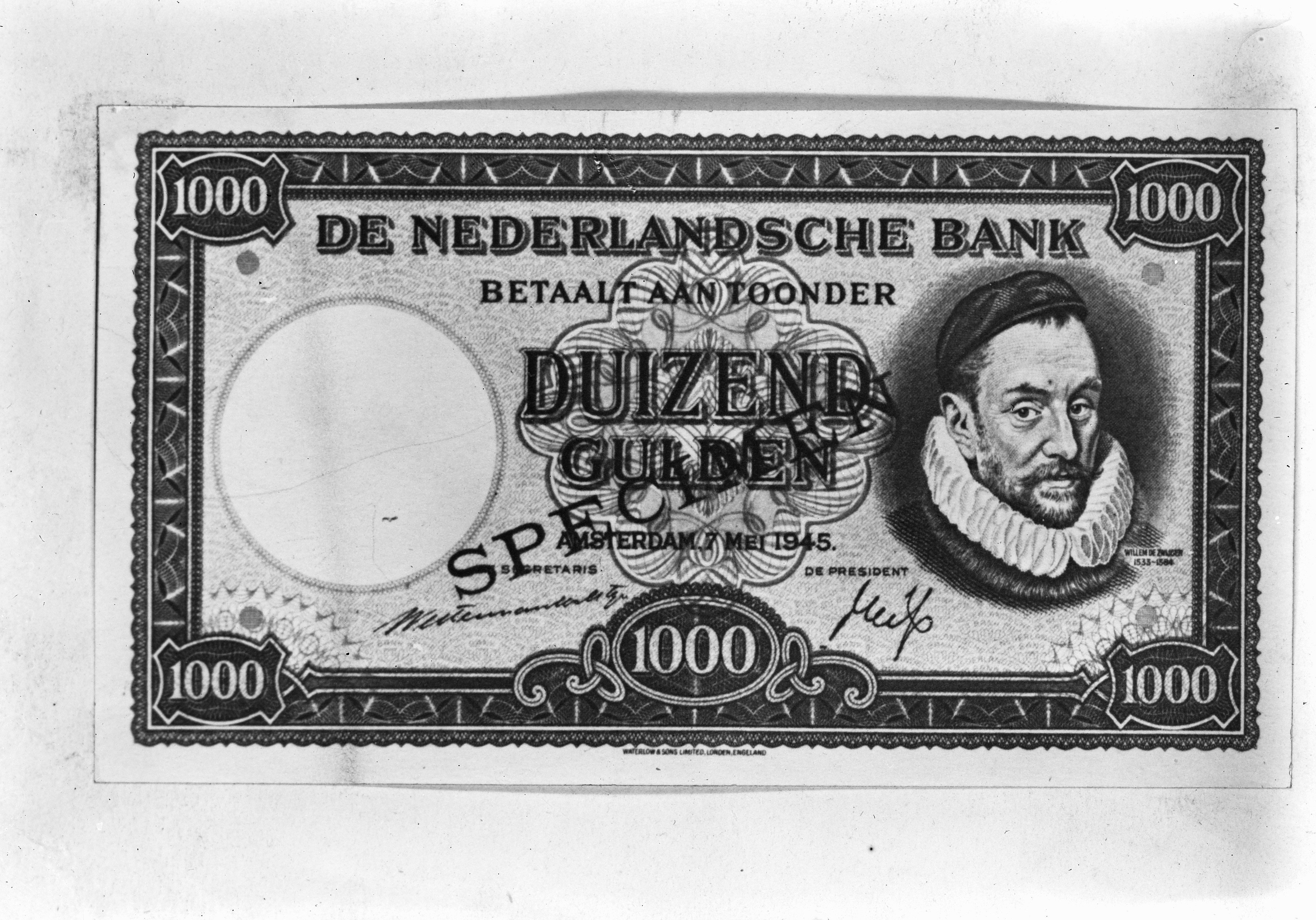
Holland 1000 guldenes bankjegy az 1945-ös sorozatból, I. Vilmos orániai herceg portréjával.